# Michałowice (gemeente in powiat Krakowski)
De gemeente Michałowice is een landgemeente in het Poolse woiwodschap Klein-Polen, in powiat Krakowski.
De zetel van de gemeente is in Michałowice.
Op 30 juni 2004 telde de gemeente 7505 inwoners.

## Oppervlakte gegevens
In 2002 bedroeg de totale oppervlakte van gemeente Michałowice 51,27 km², waarvan:
- agrarisch gebied: 87%
- bossen: 4%

De gemeente beslaat 4,17% van de totale oppervlakte van de powiat.

## Demografie
Stand op 30 juni 2004:
| Omschrijving                   | Totaal | Totaal | Vrouwen | Vrouwen | Mannen | Mannen |
| ------------------------------ | ------ | ------ | ------- | ------- | ------ | ------ |
| eenheid                        | aantal | %      | aantal  | %       | aantal | %      |
| inwoners                       | 7505   | 100    | 3756    | 50      | 3749   | 50     |
| bevolkingsdichtheid (inw./km²) | 146,4  | 146,4  | 73,3    | 73,3    | 73,1   | 73,1   |

In 2002 bedroeg het gemiddelde inkomen per inwoner 1239,74 zł.

## Administratieve plaatsen (sołectwo)
Górna Wieś, Kończyce, Kozierów, Książniczki, Masłomiąca, Michałowice (sołectwa: Michałowice I, Michałowice II en Michałowice III), Młodziejowice, Pielgrzymowice, Prawda, Raciborowice, Sieborowice, Więcławice, Wilczkowice, Wola Więcławska, Zagórzyce, Zdziesławice, Zerwana.
Zonder de status sołectwo : Firlejów

## Aangrenzende gemeenten
Iwanowice, Kocmyrzów-Luborzyca, Kraków, Zielonki
- Library of Congress Control Number: n2017056418
- Virtual International Authority File: 3091150647105910860009